# 德溪街道
德溪街道，是中华人民共和国贵州省毕节市七星关区下辖的一个街道办事处。
2013年7月，毕节市人民政府批复七星关区部分行政区划调整，新设置的德溪街道辖原流仓桥街道碧玉村、后河村、德沟村、甲秀村、烂泥村。

## 行政区划
德溪街道下辖以下地区：
后河村、烂泥村、甲秀村、德沟村和碧玉村。